# Werner Middelmann
Werner G. Middelmann (* 10. Oktober 1909 in Offenbach am Main; † 24. August 1985 in Tettnang) war ein deutscher Politiker.

## Leben
Middelmann legte die Primareife an einer Oberrealschule ab und absolvierte anschließend von 1926 bis 1928 eine kaufmännische Lehre. Anschließend war er als Angestellter in verschiedenen Betrieben der Elektro- und Chemieindustrie tätig, ab 1930 in Brüssel. 1929 holte er das Abitur nach und studierte von 1931 bis 1932 an der Hochschule für Handels-, Verwaltungs- und Finanzwissenschaften in Brüssel. Daraufhin war er von 1933 bis 1945 als Büroleiter, Prokurist und Geschäftsführer in der Elektroindustrie tätig.
Nach dem Ende des Zweiten Weltkriegs wurde Middelmann von der amerikanischen Militärregierung zum kommissarischen Landrat des Landkreises Bruchsal ernannt. Er amtierte bis September 1946. Von Januar bis Juni 1946 gehörte er als Vertreter der Landräte der Vorläufigen Volksvertretung von Württemberg-Baden an. 1946 trat Middelmann der Demokratischen Volkspartei (DVP) bei, die 1948 in der FDP aufging.
Von 1946 bis 1947 war Middelmann zunächst Landesbeauftragter für das Flüchtlingswesen in Nordbaden mit Sitz in Karlsruhe. Von 1947 bis 1949 war er Referent für Flüchtlingswesen beim Länderrat des amerikanischen Besatzungsgebietes in Stuttgart. Zugleich war er Generalsekretär der Arbeitsgemeinschaft der deutschen Flüchtlingsverwaltungen in Stuttgart. 1949 wurde er zunächst zum stellvertretenden Leiter des Amts für Fragen der Heimatvertriebenen des Vereinigten Wirtschaftsgebiets in Frankfurt am Main berufen.
Von 1949 bis 1961 war Middelmann Ministerialdirigent und Leiter der Abteilung II (Wirtschaft, Finanzen und Auslandshilfe) im Bundesministerium für Vertriebene, Flüchtlinge und Kriegsgeschädigte. In dieser Funktion war er auch deutscher Delegierter im Exekutivkomitee des Hohen Flüchtlingskommissars der Vereinten Nationen. Von 1961 bis 1965 war er Regionaldirektor des Kinderhilfswerks der Vereinten Nationen (UNICEF) für den Nahen Osten in Beirut. Von 1965 bis zu seiner Pensionierung 1975 war er schließlich Finanzdirektor der UNICEF in New York City.
Middelmann war verheiratet und Vater von vier Kindern. 1970 wurde ihm das Große Bundesverdienstkreuz verliehen.

## Werke
- Die internationale Flüchtlingsfrage. Gehlen, Bad Homburg vor der Höhe 1953.